# Vlag van Amatitán

Vlag van Amatitán (ratio 4:7)

De vlag van Amatitán toont het wapen van Amatitán centraal op een rood-witte achtergrond; waarbij de hoogte-breedteverhouding van de vlag net als die van de Mexicaanse vlag 4:7 is.